# Robert Flello
Robert Charles Douglas Flello (né le 14 janvier 1966) est un homme politique britannique qui est député travailliste de Stoke-on-Trent South de 2005 à 2017. Il perd son siège aux élections générales de 2017 au profit du candidat conservateur Jack Brereton.

## Jeunesse
Flello est né à Bournville, Birmingham. Il fréquente les écoles de Bournville avant d'aller à la King's Norton Boys' School. À 18 ans, il étudie la chimie à l'Université de Bangor. Il obtient en 1987 un B.Sc (Hons).

## Carrière
Après avoir obtenu son diplôme, Flello travaille pendant une courte période chez Cadbury à Bournville avant de rejoindre l'Inland Revenue. En 1989, il part pour rejoindre PricewaterhouseCoopers comme conseiller fiscal personnel. En 1995, il part chez Arthur Andersen. En 1999, il co-fonde Platts Flello Limited, conseil fiscal et financier. À la fin de 2003, il devient PDG de Malachi Community Trust jusqu'en décembre 2004.

## Carrière politique
Flello est élu conseiller du quartier de Longbridge au conseil municipal de Birmingham en 2002, démissionnant en 2004. Il est un ancien président du parti travailliste de la circonscription de Birmingham Northfield. Il est gouverneur au Newman College de Bartley Green et président des gouverneurs des écoles maternelles et primaires de Colmers Farm. Il est également gouverneur de l'école primaire The Meadows. Il est responsable régional du Parti travailliste en 2004 jusqu'à son élection à Westminster.
Flello est élu à la Chambre des communes lors des élections générales de 2005 pour Stoke-on-Trent South à la suite du départ à la retraite de George Stevenson. Flello gagne le siège avec une majorité de 8 681 voix et prononce son premier discours le 19 mai 2005 .
Au parlement, il est membre du comité spécial de la science et de la technologie. Pendant que les travaillistes sont au gouvernement, il est d'abord Secrétaire parlementaire privé du lord chancelier, Charles Falconer, puis du secrétaire d'État aux Communautés et aux collectivités locales, Hazel Blears, et enfin après 2009 du secrétaire d'État aux Défense, Bob Ainsworth.
Il soutient Owen Smith dans la tentative infructueuse de remplacer Jeremy Corbyn lors des élections à la direction du parti travailliste de 2016 .
En 2019, il fait défection aux Lib Dems et est sélectionné comme candidat parlementaire pour son ancien siège . 36 heures après sa sélection, cependant, les Lib Dems le désélectionnent, expliquant « à quel point ses valeurs divergent des nôtres » .
Flello est un converti au catholicisme et déclare en 2014 "Je ne pouvais plus laisser ma foi à la porte de la Chambre des communes". Il est membre du groupe parlementaire multipartite pro-vie anti-avortement . Il s'oppose également au mariage homosexuel et est l'un des rares députés travaillistes à voter contre la loi de 2013 sur le mariage (couples de même sexe), citant ses opinions religieuses .